# Susumu Uemura
Susumu Uemura (jap. 植村 晋, Uemura Susumu; * 9. April 1964 in der Präfektur Shiga) ist ein ehemaliger japanischer Fußballspieler.

## Karriere
Uemura erlernte das Fußballspielen in der Schulmannschaft der Hieizan High School und der Universitätsmannschaft der Dōshisha-Universität. Seinen ersten Vertrag unterschrieb bei Matsushita Electric. Mit Gründung der Profiliga J.League 1992 und der damit verbundenen Neuorganisation des japanischen Fußballs wurde Matsushita Electric zu Gamba Osaka. Ende 1993 beendete er seine Karriere als Fußballspieler.